# 慎司 (小惑星)
慎司 (しんじ、16796 Shinji) は小惑星帯の小惑星。埼玉県のアマチュア天文家、佐藤直人が1997年2月に秩父市で発見した。
2007年9月14日、宇宙航空研究開発機構（JAXA）が種子島宇宙センターから打ち上げた月周回衛星かぐや (SELENE)のエンジニア、鶴田慎司（1957-2008）に因んで2010年11月に命名された。
月周回衛星かぐや及び子衛星のおきな（リレー衛星）とおうな（VRAD衛星）に搭載されたバッテリーの設計・開発で活躍した。